# فيصل الجهني
فيصل محمد الجهني لاعب كرة قدم سعودي محترف ، يلعب في مركز الوسط يلعب حالياً في نادي الزلفي.

## مسيرة اللاعب
كانت بداياته مع نادي الصقور و انتقل إلى الشباب في عام 2014 و أعاره الشباب إلى نادي الرياض لمدة 4 أشهر و في عام 2016 أعاره إلى نادي الفيحاء و في عام 2017 أعاره إلى نادي الكوكب و وقع مع نادي نجران مطلع عام 2019 و وقع مع نادي الفيحاء في صيف 2020 و وقع مع نادي الجبلين في صيف 2021 وانتقل إلى نادي العين في عام 2023 وانتقل إلى نادي الزلفي في عام 2024.